# Stocznia Gdynia B521
Der Massengutschiffstyp B521 (andere Schreibung auch B-521) der Werft Stocznia Gdynia wurde während der 1970er Jahre in Serie gebaut.

## Geschichte
Die B521-Baureihe wurde Ende der 1960er Jahre entworfen und die ersten Einheiten ab 1970 zunächst an die polnische Reederei Polska Żegluga Morska abgeliefert. Später wurden die Einheiten auch für verschiedene westeuropäische Reedereien beispielsweise in Norwegen, Schweden und den Niederlanden gebaut. Die Ahrenkiel-Gruppe aus Hamburg erhielt zum Ende der Serie ebenfalls zwei Einheiten, einen Massengutfrachter und einen kombinierten Erz- und Autotransporter. Der Massengutfrachter wurde aufgrund der engen Verbindung des Düsseldorfer Rechtsanwalts Herbert Boldt (1909–2008) zur Reederei Ahrenkiel auf den Namen von Boldts Corps Masovia getauft.

## Technische Einzelheiten
Der B521-Basisentwurf war als Massengutschiffe mit achtern angeordneten Aufbauten ausgelegt. Sie hatten zehn Laderäume, die jeweils durch eine eigene Luke bedient wurden. Die Schiffe des Typs verfügten über eine Tragfähigkeit von rund 55.000 Tonnen und bei maximaler Abladung auf 12,50 m. Die Einheiten waren auf den Transport verschiedener Massengüter, wie zum Beispiel Getreide, Kohle und Mineralien ausgelegt. Die Tankdecke der Laderäume war darüber hinaus für den Erztransport verstärkt ausgeführt. In den Jahren der Produktion wurde der Typ weiterentwickelt und in Details modernisiert. Für die die schwedischen Wallenius Lines und eine weitere Reederei wurden sogar drei der Schiffe vor Baubeginn von der Bauwerft umkonstruiert und als kombinierte Erz- und Autotransporter (3500 PKW + 45.000 Tonnen Erz) abgeliefert. Die beiden Wallenius-Schiffe wurden später nochmals zu reinen Autotransportern umgebaut und eines dieser Schiffe wurde verhältnismäßig früh verschrottet. Das verbliebene Wallenius-Schiff und das andere Auto-Erz-Kombischiff wurden nach dem späteren Verkauf wiederum zu herkömmlichen Massengutschiffen zurückgerüstet.
Der Antrieb der Schiffe besteht aus einem Zweitakt-Dieselmotor. Der Motor ermöglicht eine Geschwindigkeit von etwa 15 Knoten. Es stehen mehrere Hilfsdiesel und ein Notdiesel-Generator zur Verfügung.

## Die Schiffe
| Schiffe des Typs B521    | Schiffe des Typs B521 | Schiffe des Typs B521 | Schiffe des Typs B521                                    | Schiffe des Typs B521 | Schiffe des Typs B521 |
| Bauname                  | Baunummer             | IMO-Nummer            | Auftraggeber                                             | Ablieferung           | Umbenennungen und Verbleib |
| ------------------------ | --------------------- | --------------------- | -------------------------------------------------------- | --------------------- | --- |
| Manifest Lipcowy         | B521/1                | 7015652               | Polska Żegluga Morska                                    | 1970                  | 1983 Lena, 1986 Kotronas, 1987 Despina, ab Sommer 1992 in China verschrottet. |
| Politechnika Szczecińska | B521/II/2             | 7127182               | Polska Żegluga Morska                                    | 1972                  | 1980 Global E Sun, ab August 1992 in Shanghai verschrottet. |
| Hampton Bridge           | B521/II/3             | 7223106               | Hugby Corporation                                        | 1972                  | 1974 Pearl Sea, 1976 Viking, 1981 Mare Nordico, 1987 Charikleia, 1992 Peng Hai, im Register gelöscht. |
| Londrina                 | B521/III/5            | 7303566               | Olsen & Ugelstad, Oslo                                   | 10. März 1973         | in Fahrt als General Guisan, 1987 Parthenon, 1988 Transocean, ab 24. Juli 1997 verschrottet. |
| Jotunfjell               | B521/III/7            | 7303554               | Olsen & Ugelstad, Oslo                                   | 1973                  | 1977 Industry Trader, 1979 Serrai, 1983 C. Nurfan, 1996 Monica Marissa, im Register gelöscht. |
| Aida                     | B521/D1/1             | 7315430               | Rederi Soya Wallenius, Stockholm                         | 30. November 1973     | 1980 bei Ishikawajima Harima in Kanawaga zum reinen Autotransporter (PCTC) umgebaut, ab 3. Dezember 1987 in Kaoshiung verschrottet. |
| Anastassia               | B521/IV/4             | 7325796               | Panamax Shipping Company, Panama                         | 1974                  | 1979 Seabulk, Molista, 1993 Heavy Metal, 1998 in Alang verschrottet. |
| Politechnika Gliwicka    | B521/IV/6             | 7362536               | Polska Żegluga Morska                                    | 1974                  | in Fahrt als Politechnika Śląska, 1980 Baltic Sea, 1994 Xing Chang, im Register gelöscht. |
| Otello                   | B521/D1/2             | 7362548               | Rederi Soya Wallenius, Stockholm                         | 18. Dezember 1974     | im Juli 1980 bei Ishikawajima Harima in Kanawaga zum reinen Autotransporter (PCTC) umgebaut, 1988 zum reinen Massengutschiff Claridge umgebaut, 1990 Bos Baltic, 1991 Varenna, 1993 Vernal Spirit, 1997 Magnus Spirit, am 20. Februar 1999 zum Abbruch in Alang eingetroffen. |
| Gunnar Carlsson          | B521/VI/12            | 7384479               | Rederi Transatlantic, Göteborg                           | 31. Oktober 1975      | 1979 Engiadina, 1979 Konitsa, 1983 South Pacific, 1986 Maria D'Amato, 1990 Star of Maria, 1997 Daria, 1998 Matina V, 1999 Tina V., ab 8. April 2000 in Alang verschrottet. |
| Masovia                  | B521/VII/1            | 7384455               | Amelia Shipping Corporation, Monrovia Ahrenkiel, Hamburg | 5. August 1975        | 1985 Hira IV, 1988 Cengiz-K, 2000 in China verschrottet. |
| Amstelmeer               | B521/IV/8             | 7405546               | Holland Bulk Transport                                   | 1975                  | 1986 Silver Hill, 1992 Bulk Rhine, 1995 Aggeliki P, im Register gelöscht. |
| Amstelmolen              | B521/IV/9             | 7504988               | Holland Bulk Transport                                   | 1975                  | 1986 Golden Hill, 1992 Bulk Maas, 1995 Golden Yang, 1999 in Xinhui verschrottet. |
| Juthlandia               | B521/D1/3             | 7384467               | Amelia Shipping Corporation, Monrovia Ahrenkiel, Hamburg | 1976                  | 1982 Belgrano, 1984 Seaboni, 1987 zum reinen Massengutschiff umgebaut, ab 5. Januar 2003 verschrottet. |
| Daten: Equasis           |                       |                       |                                                          |                       | |